# 1225 Ariane
Az 1225 Ariane (ideiglenes jelöléssel 1930 HK) a Naprendszer kisbolygóövében található aszteroida. Hendrik van Gent fedezte fel 1930. április 23-án, Johannesburgban.